# Ewald Banse

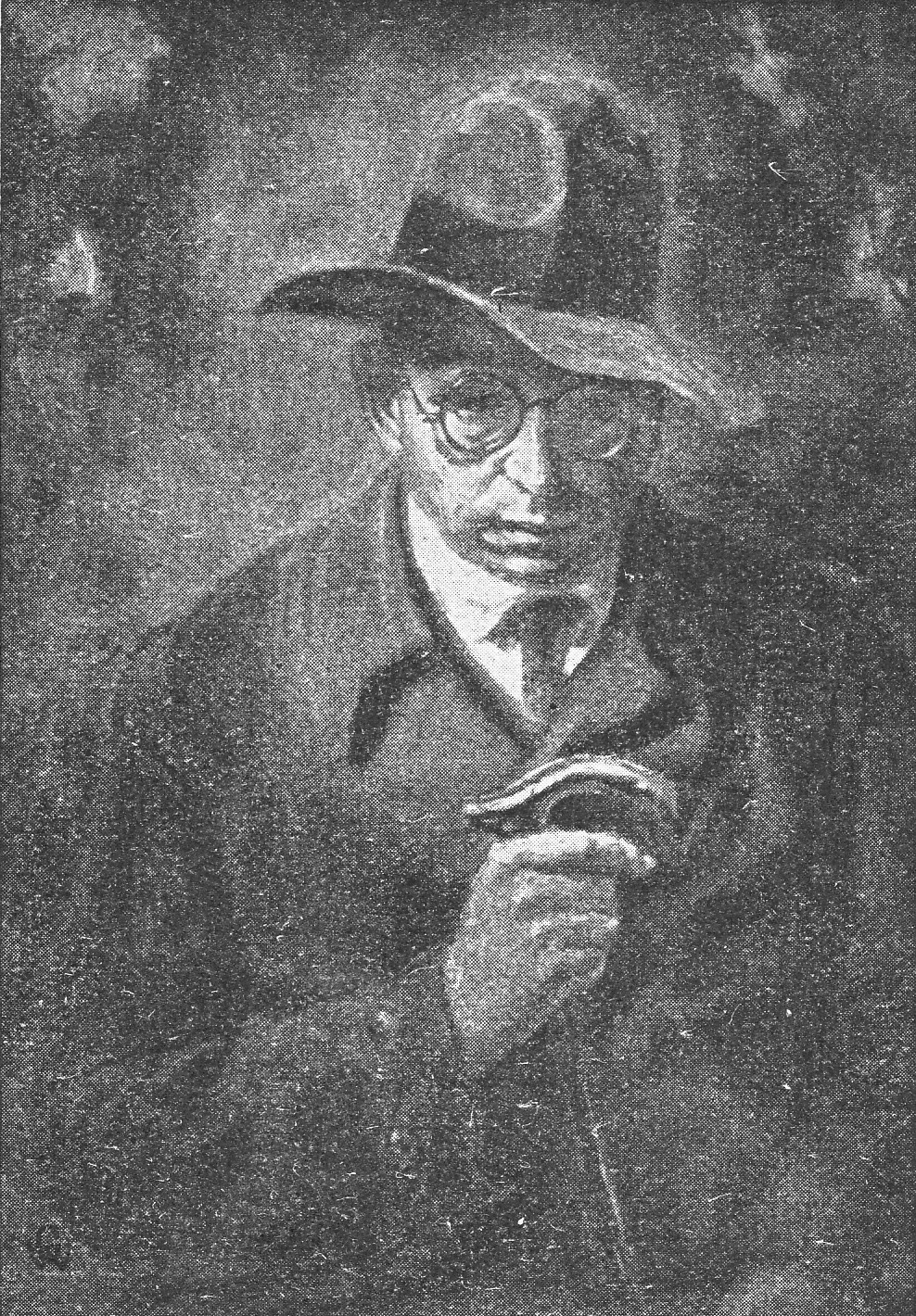
Ewald Banse, gemalt von Fritz Flebbe, vor 1930

Ewald Banse (* 23. Mai 1883 in Braunschweig; † 31. Oktober 1953 ebenda) war ein deutscher Geograph, pangermanistischer Historiker und Schriftsteller. Seine Rolle als Völkerkundler und Orientalist ist umstritten.

## Wehrwissenschaftlerund Kulturgeograph
Einer seiner wichtigsten Lehrer war Willi Ule, Geographie-Professor in (Halle und) Rostock (Universität Rostock), dem er 1913 sein „Orientbuch“ widmete. Von 1918 bis 1923 wohnte und arbeitete Banse in Braunschweig als Schriftsteller und Privatgelehrter, von 1932 bis 1934 war er Honorarprofessor für Geographie an der damaligen Technischen Hochschule, danach lehrte er an der Technischen Hochschule in Hannover und schließlich zwischen 1940 und 1942 an der Pädagogischen Hochschule in seiner Heimatstadt. Er setzte sich (vergeblich) für die Definition der Geographie als Kunst (Kulturgeographie) sowie der Wehrkunde als Wissenschaft ein. Im Zweiten Weltkrieg diente er der alliierten Propaganda als Beispiel des deutschen kriegerischen Expansionsdrangs.
Zunächst wilhelminisch geprägt, war Banse ein Zeitgenosse Hitlers und Atatürks und mit beiden geistig verbunden. Den ersten unterstützte er mit zahlreichen Publikationen, die dem nationalsozialistischen Rassismus den Weg bereiteten, den letzteren bewunderte er. Der NSDAP trat Banse zum 1. Februar 1933 bei (Mitgliedsnummer 1.475.980). Ferner war er seit November 1932 Mitglied des Nationalsozialistischen Deutschen Dozentenbund (NSDDB). Für Deutschland und Europa befürwortete er die Expansion entsprechend der Ideologie des „Volk ohne Raum“. Für eine „Hebung des Orients“ hielt Banse die jungorientalischen Reformen für ungeeignet und nicht ausreichend, eine Kolonisierung und vollständige Europäisierung der „morgenländischen Rassen“ aber für unumgänglich und sprach sich ausdrücklich für Gewalt bei ihrer Durchsetzung aus („Ausrottung besonders unbotmäßiger Orientalen“), wobei er die Vernichtung der Armenier durch das mit dem Deutschen Reich verbündete Osmanische Reich (1915) sowie die spätere Verwestlichungspolitik unter Atatürk in der Türkei begrüßte.
Nach dem Zweiten Weltkrieg wurde Banse in der Sowjetischen Besatzungszone als NS-Geopolitiker eingestuft und einige seiner Bücher wurden auf die Liste der auszusondernden Literatur gesetzt. In der Bundesrepublik blieb Banse aber als Geograph, Afrikaforscher und Orientkenner bis zu seinem Tode weiter geachtet. 1957 erwarb die Stadtbibliothek Braunschweig die Büchersammlung (5.000 Werke) des nationalsozialistischen Geographen. Banses eigene Werke waren meist bei der Braunschweiger Westermann Druck- und Verlagsgruppe erschienen.

## Werke
Sein Lebenswerk zerfällt in ein gemäßigtes „morgenländisches“ Frühwerk und ein aggressives „abendländisches“ Haupt- oder Spätwerk der 1930er und 40er Jahre.

### Frühwerk
- Geographie (1907)
- Fünf Landschaftstypen aus dem Orient (1908)
- Ägypten (1909)
- Die Atlasländer (1910)
- Der arabische Orient (1910)
- Durch den Norden Mesopotamiens (1911)
- Tripolis (1912)
- Am Euphrat, Deutsche Rundschau für Geographie (1913)
- Auf den Spuren der Bagdadbahn (1913)
- Das Orientbuch (1913/14)
- Die Erde (1913/14)
- Illustrierte Länderkunde (1914)
- Die Türkei (1916/19)
- Wüsten, Palmen und Basare (1921)
- Harem, Sklaven, Karawanen (1921)
- Tausendundeine Nacht (1922)
- Die Waage der Herzen – Menschen und Dinge aus dem Morgenlande (1922)
- Abendland, Morgenland und Mittagsland (1923)
- Lexikon der Geographie (1923)
- Die Seele der Geographie (1924)
- Sonnensöhne (1925)
- Abendland und Morgenland (1926)
- Das Buch vom Morgenlande (1926)
- Landschaft und Seele (1928)
- Der Atem des Morgenlandes (1929)
- Frauen des Morgenlandes (1929)
- Buch der Länder – Landschaft und Seele der Erde (1930)
- Rund um die Erde – Völker-, Landschafts- und Seelenkunde (1931)
- Das Beduinenbuch (1931)

### Sonstige
- Niedersachsen und Braunschweig in neugeographischer Darstellung (1925)
- Deutsche Landeskunde (1932)
- Das deutsche Mittelgebirsgland (1932)
- Weiße in aller Welt (1932)
- Große Forschungsreisende (1933)
- Germany Prepares for War! (1934)
- Das deutsche Tiefland (1935)
- Deutschland in aller Welt (1937)
- Kleine Geschichten aus Asien (1938)
- Entwicklung und Aufgabe der Geographie (1953)
- Alexander von Humboldt (1953)

### Verbotene NS-Literatur
Liste der auszusondernden Literatur 1946
- Raum und Volk im Weltkriege (1932)
- Geographie und Wehrwille (1933)
- Wehrwissenschaft (1933)
- Landschafts- und Stammesfragen in Deutschland (1934)
- Was der Deutsche vom Auslande wissen muß (1934)
- Lehrbuch der organischen Geographie (1937)
- Unsere großen Afrikaner (1940)
- Volk und Lebensraum (1941)

Liste der auszusondernden Literatur 1948
- Niedersachsen – Mensch, Landschaft, Kultur und Wirtschaft (1937)
- Deutschland – Mensch, Landschaft, Kultur und Wirtschaft (1938)

Liste der auszusondernden Literatur 1953
- Wittekind (1932)